# 笠佐島
笠佐島（かささじま）は、山口県大島郡周防大島町の有人島で、屋代島（周防大島、小松港から西へ約2km）と柳井市大畠の間に位置する。

## 概要
人口は、2020年（令和2年）4月1日現在の住民基本台帳では5世帯10人。公立学校や病院・診療所は島内にはない。
2015年現在、島内で営業する民宿は、1軒が2010年、もう1軒が2012年 に開業したものである。
島内には店舗はないが、自動販売機は漁家民宿｢かささ｣の所に1台ある。

## 歴史
江戸時代初期には、現在の柳井市内にあった塩田用に薪を産していたが、塩田の火力を石炭に切り替えたことから田畑が開かれたとされる。
島の名前は、大畠瀬戸に身を投じた女性・般若姫に島民が笠を捧げた故事から「笠捧げ島」となり、それが「笠佐島」に変じたという。
2025年時点の人口は7人。こうした状況下で中国資本により、島の土地の買収が行われたことが報道された。

## 交通機関
周防大島町にある小松港から、行政連絡船｢かささ｣（定員12人）が1日3往復（水曜日は4往復）就航している。